# Tempel van Garni
De Tempel van Garni (Armeens:Գառնիի տաճար) is een goed bewaard gebleven en deels gerenoveerde antieke Grieks-Romeins gestileerde 'heidense' Tempel van de Armeense mythologie in Garni in Armenië. De tempel is het enige nog volledig bestaande gebouw uit de Romeinse tijd in de voormalige Sovjet-Unie. De tempel is gelegen nabij de Garnikloof.
De tempel is gebouwd in Ionische stijl uit de klassieke Griekse bouwkunst. De Tempel van Garni is het meest bekende pre-christelijke gebouw in Armenië. Het werd gebouwd door koning Tiridates I van Armenië. De tempel was gewijd aan de Armeense zonnegod Mithra. De stenen tempel bleef 1500 jaar staan, doordat men de basaltstenen met loden staven had versterkt. In de vroegmoderne tijd verwijderde men deze staven en de tempel verzakte daardoor. In 1679 stortte het gebouw in door een aardbeving. Tussen 1969 en 1975 is de tempel herbouwd met de originele materialen die nog rondom het gebouw lagen.
De tempel wordt af en toe gebruikt voor rituelen van  Neopaganisten.
In de nabijheid van de tempel zijn ook archeologische resten te vinden van een Romeins badhuis met originele mozaïekvloeren.

## Afbeeldingen

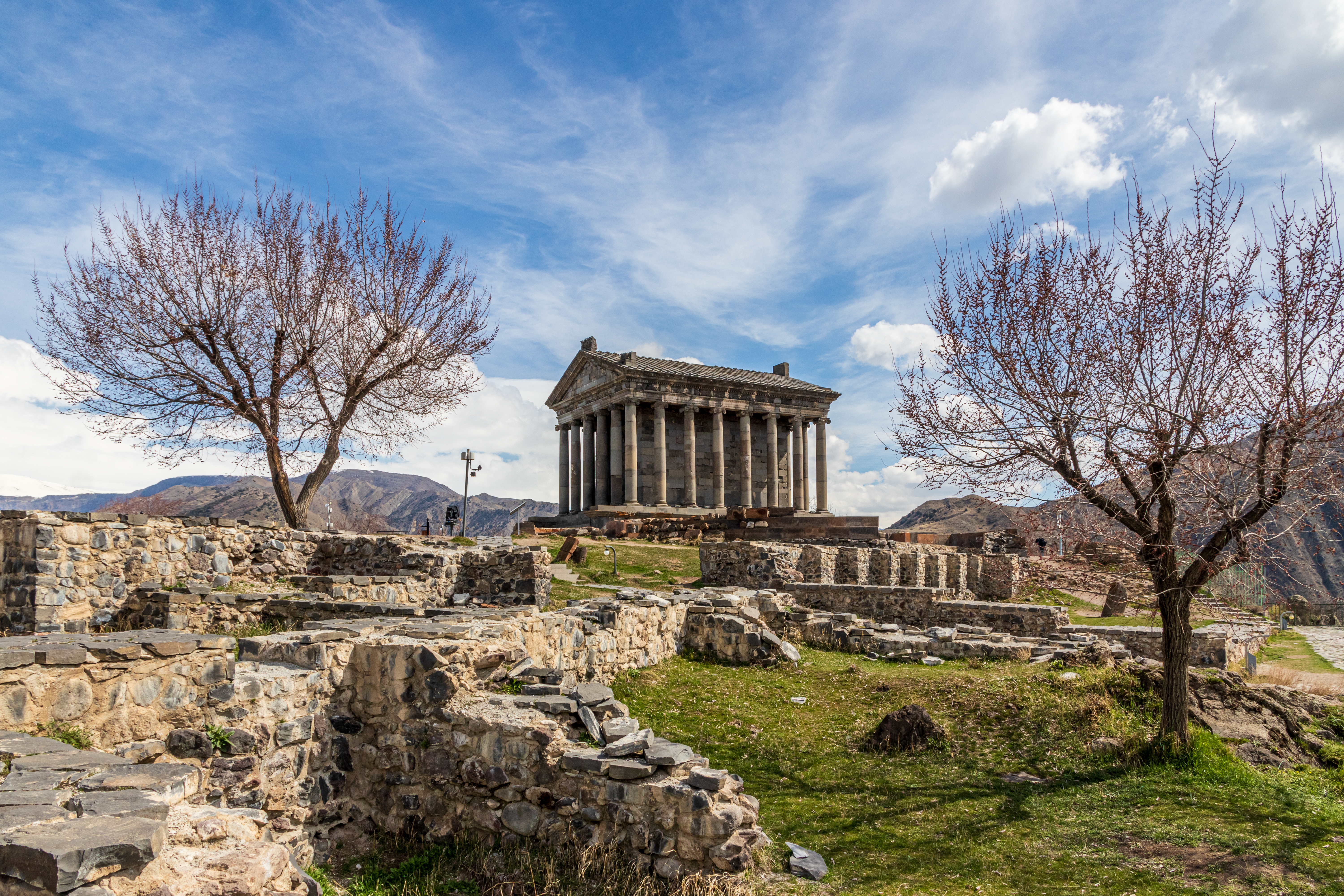
Tempel van Garni
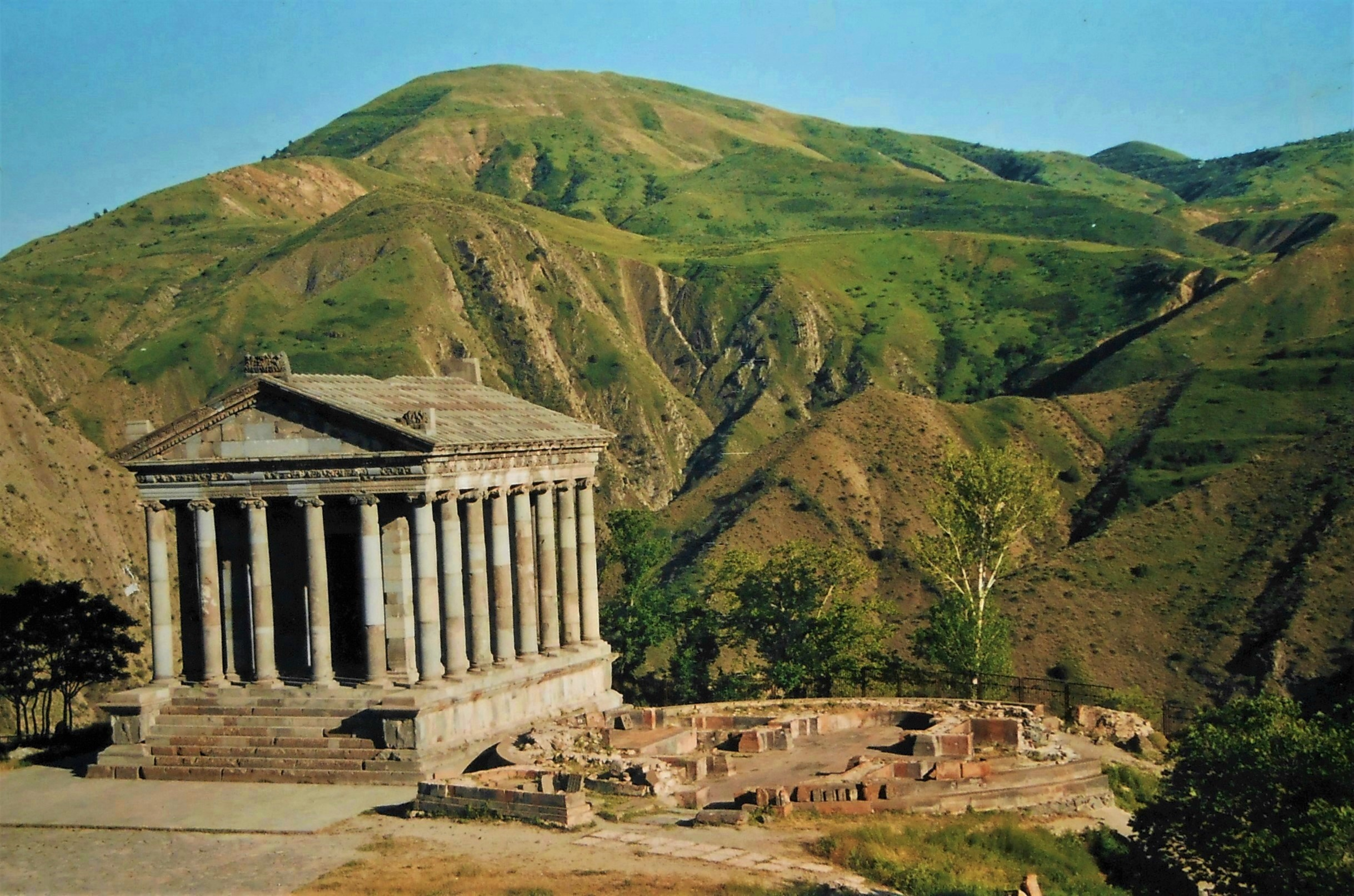
De Tempel met de archeologische resten van de thermen
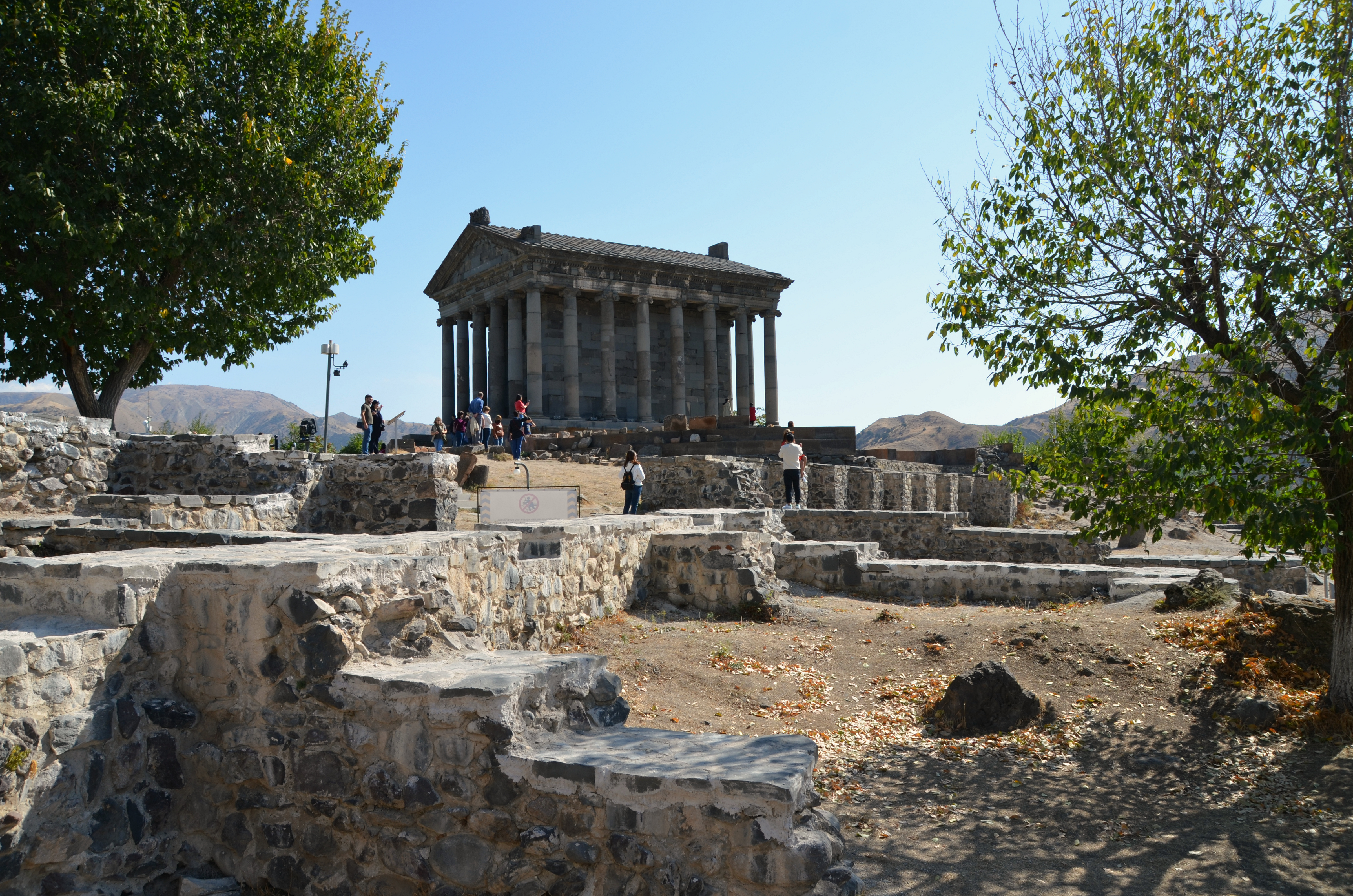
De archeologische site van de Romeinse thermen met de tempel op de achtergrond
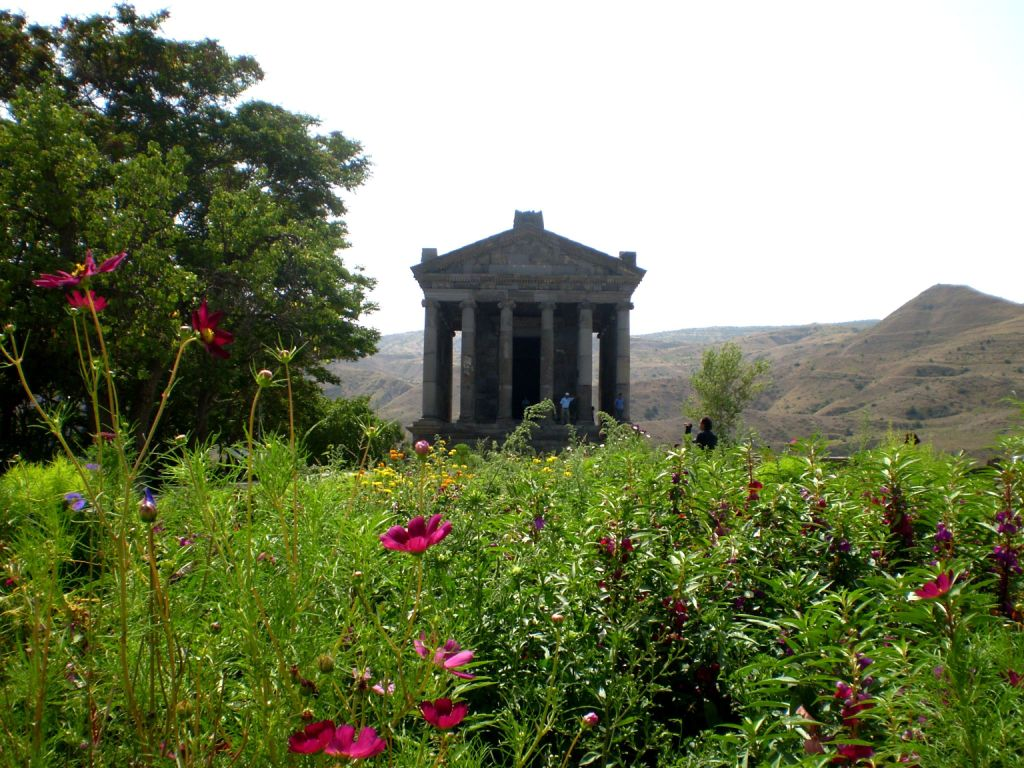
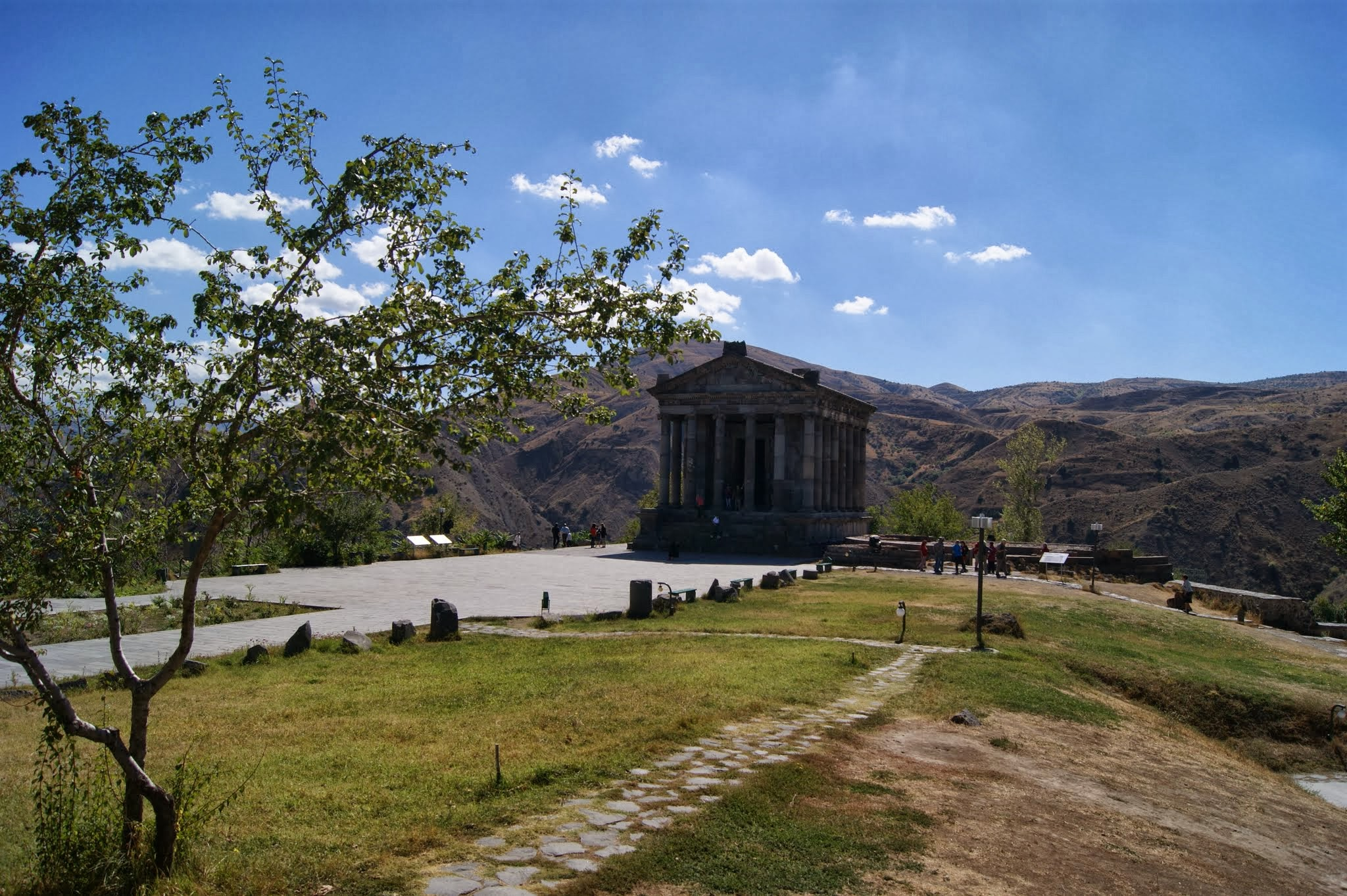
De tempel, een deel van thermen en haar nabije omgeving